# Hilda Ericsson
Hilda Carolina Ericsson, född Simonsson, född 3 augusti 1860 i Stockholm, död 3 januari 1941 i Stockholm, var en svensk företagare. Tillsammans med maken Lars Magnus Ericsson lade hon grunden för företaget Ericsson och dess tidiga utveckling.
Hon var bland annat delaktig i tester och utveckling av företagets teletekniska uppfinningar. Dessutom skötte hon tidvis företaget, när behov uppkom. Trots att Hilda Ericsson spelade en vital roll i företagets framväxt och framgångar, är detta inte allmänt känt, då hon som många andra kvinnor i familjeföretag utelämnats i den traditionella historieskrivningen.

## Biografi

### Uppväxt
Hilda Simonsson föddes 1860 i Stockholm som enda barnet till Simon Peter Simonsson och Carolina Margaretha Simonsson, född Djurberg. Hennes far arbetade som sel- och sadelmästare vid Kungliga Hovstallet som låg på Helgeandsholmen. Vid slottet på Gamla Norrbro 3 bodde familjen i en enrumslägenhet. Hilda fick gå i skolan, en möjlighet som inte alla flickor fick vid denna tid, och studerade på Hammarstedtska flickpensionatet i Stockholm som hade ett gott rykte.

### Äktenskap och familjeliv

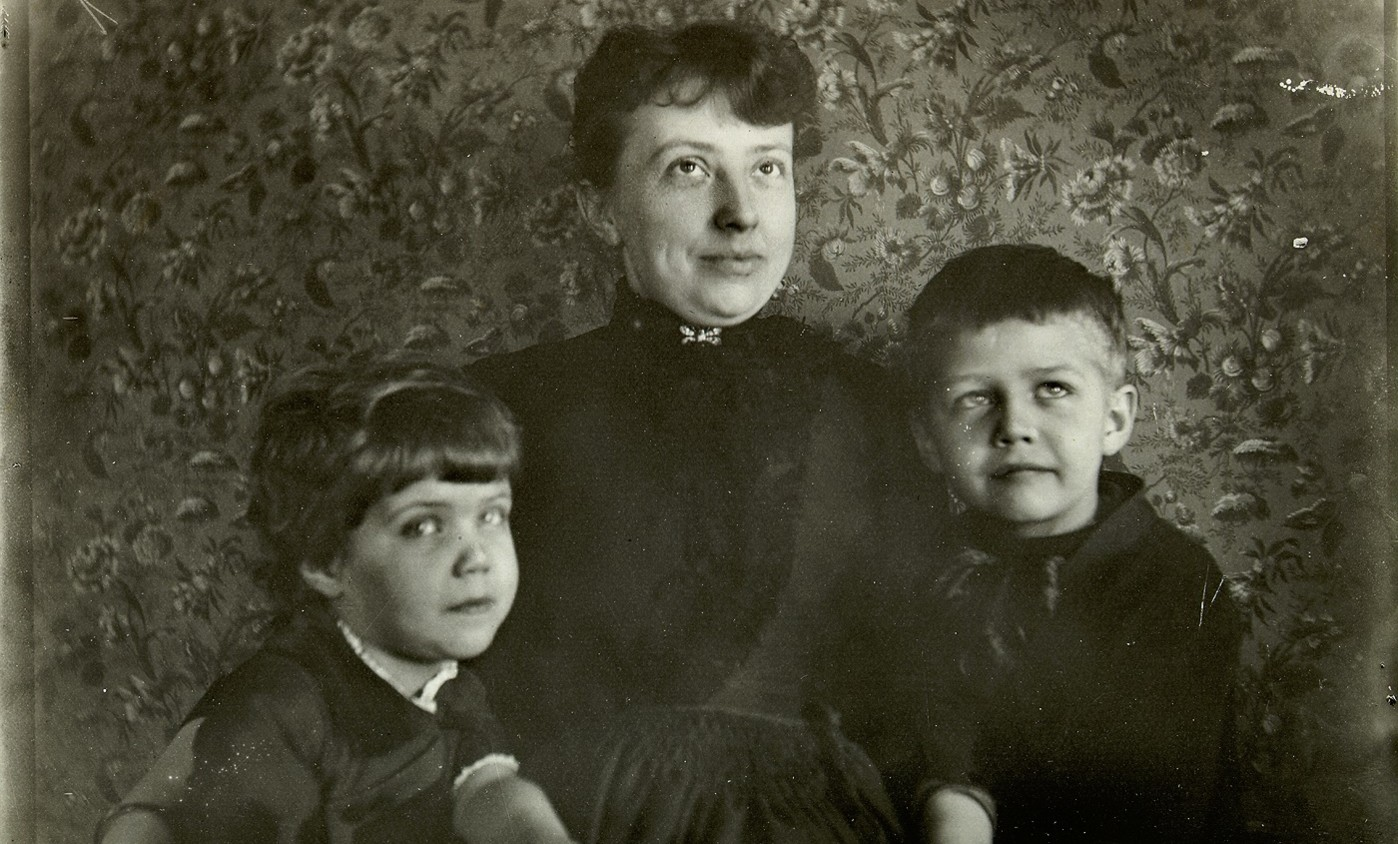
Hilda Ericsson och barnen Gustaf och Anna, fotograferade 1885 samma år som Lars Magnus USA-resa.

När Hilda var 17 år gammal träffade hon den 14 år äldre Lars Magnus Ericsson. En exakt tidpunkt går inte att fastställa, men han ska ha blivit anlitad av familjen Simonsson för att laga faders orgel. På Lars Magnus födelsedag den 5 maj 1877, skickade Hilda ett gratulationsbrev till honom där både inledningen, "Min dyrt älskade Magnus", och avslutningen, "En klapp ett famntag och i tysthet en kyss", visade på deras nära relation vid ett tidigt skede. Paret gifte sig året därpå i april, när Hilda fortfarande var 17 år gammal. Eftersom hon var under 18 år och därmed underskred åldersgränsen för att få gifta sig, sökte de kunglig dispens. Efter giftermålet bosatte de sig på Lästmakargatan, inte långt ifrån Drottninggatan 15 där Lars Magnus hade startat företaget LM Ericsson:s första verkstad två år tidigare. Det dröjde ett drygt halvår innan paret flyttade vidare, denna gång till Holländaregatan där de skulle få sin förstfödde. De fick totalt fyra barn; John (1878–1881), Gustaf (1880–1965), Anna (1881–1967) och Lars Magnus, "Lalle" (1892–1921). När dottern Anna var sex veckor gammal avled sonen John på grund av lungödem. Paret miste även sin andra son Lalle vid tidig ålder, som gick bort år 1921 av tuberkulos, trots att Hilda gjorde ett flertal resor med honom under många år i hopp om att bota honom.
I takt med att det gick bättre för företaget växte det så småningom ur den 13 kvadratmeter stora verkstaden på Drottninggatan. Det byggdes nytt på andra platser i centrala Stockholm och i framtiden skulle verksamheten hålla till på Tulegatan där nästintill tusen personer skulle arbeta. I anslutning till de nya adresserna fanns det nästan alltid en bostad dit familjen flyttade. Hilda tillbringade mycket tid i hemmet och hade en viktig roll i familjen. Genom att vara ett stöd för Lars Magnus och medla mellan familjemedlemmarna höll hon dem samman. Äktenskapet som ofta beskrevs som mycket kärleksfullt och problemfritt, hade också sina brister som avslöjas i Hildas egna dagböcker. Förutom att ta hand om barnen så hade Hilda dessutom ett flertal ekonomiska uppgifter. Tidvis såg hon till att pengarna skulle räcka till och hon ansvarade för hushållets inköp. Hon ska i princip ha varit den som har haft kontroll över familjens privata ekonomi.

### Hildas arbete i företaget
När Hilda Simonsson gifte sig med Lars Magnus Ericsson år 1878 hade han drivit sin verkstad för reparationer av verktyg sedan två år tillbaka. Trots Hildas täta barnafödande blev hon snabbt en viktig del i företagets tidiga utveckling. Samma år som giftermålet ägde rum lämnades sex telefoner in på reparation och inom kort började de att tillverka sina egna. Telefonen som var en stor nyhet bestod då av en magnet och en spole av koppartråd. Hilda ägnade sig åt att linda och få tag på tråd, ett arbete som hon under de första åren utförde i hemmet, som låg i anslutning till verkstaden. Hon hade även studerat längre än maken och höll därför koll på företaget och tog ansvaret för bokföringen. I Hildas tidiga arbete ingick även ansvar för kunder och kontakter. Hon fungerade dessutom som Lars Magnus bollplank och diskuterade frågor som hur företaget skulle skötas och utvecklas, samt var en trogen partner vid provning och experiment av ny teknik.

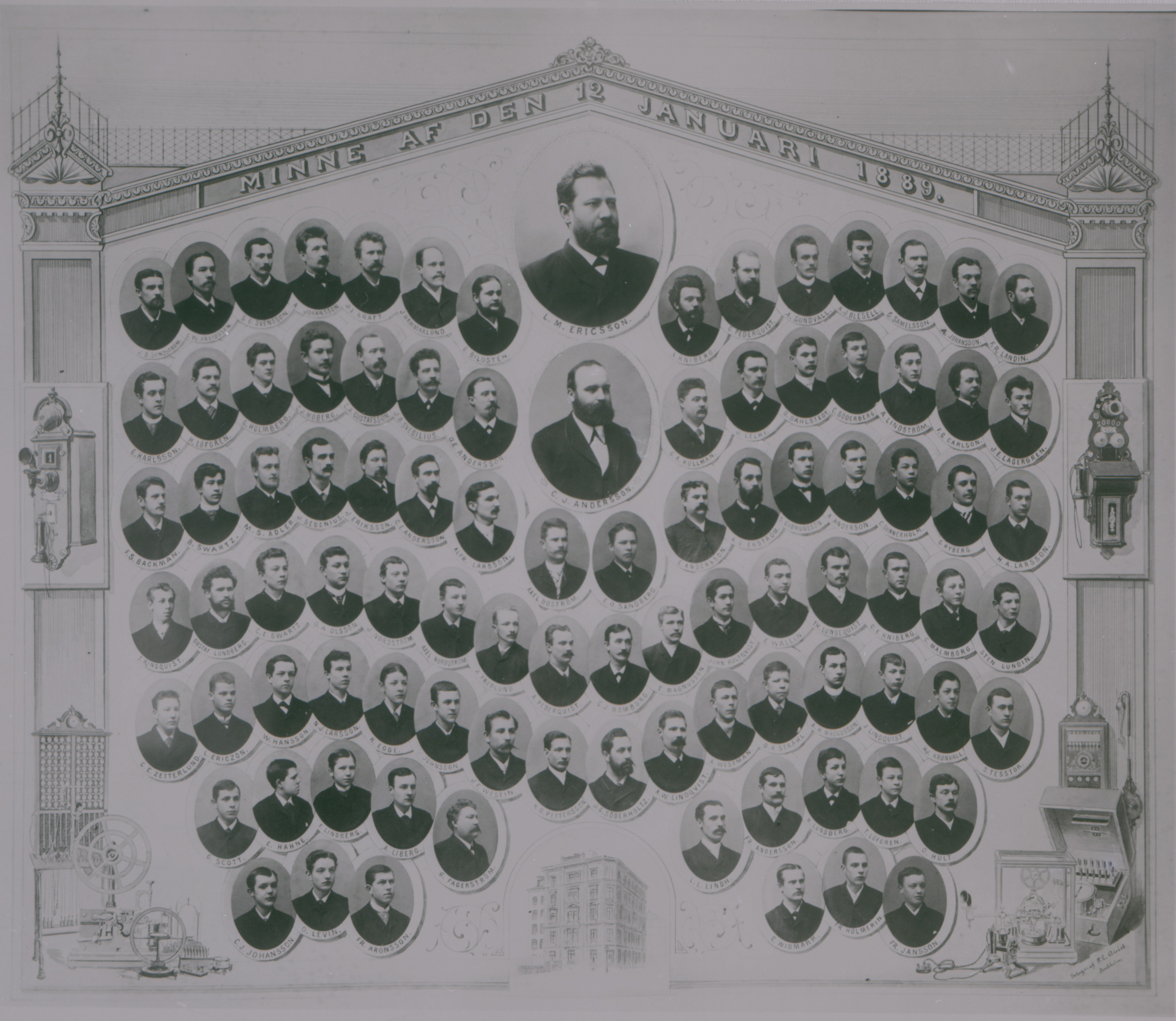
Porträttsamling av manliga anställda hos AB LM Ericsson & CO 1889 till minne av tillverkningen av den 20.000:e telefonen.

År 1881 flyttade företaget in i en ny lokal som hade mer utrymme för maskiner och en personal bestående av 30 anställda. Tio av dessa var kvinnor och de skulle arbeta med tillverkningen av spolar, ett utpräglat kvinnoarbete vid denna tid. Hilda utsågs till arbetsledare och hade ansvaret över den kvinnliga personalen och deras produktion. Även när hon var höggravid med parets tredje barn arbetade hon och när en anställd inte kunde arbeta på grund av sjukdom, ansträngde hon sig ytterligare för att hinna med utlovade leveranstider. Den 12 januari 1889 var en historisk dag för företaget och makarna Ericsson. De hade tillverkat sin 20 000:e telefon. För att fira och uppmärksamma framgången trycktes en porträttsamling av de nästan 100 anställda, men endast av den manliga personalen. Hilda och de kvinnliga linderskorna var inte inkluderade i bilden och osynliggjordes, trots att deras arbete var avgörande för produktionen.

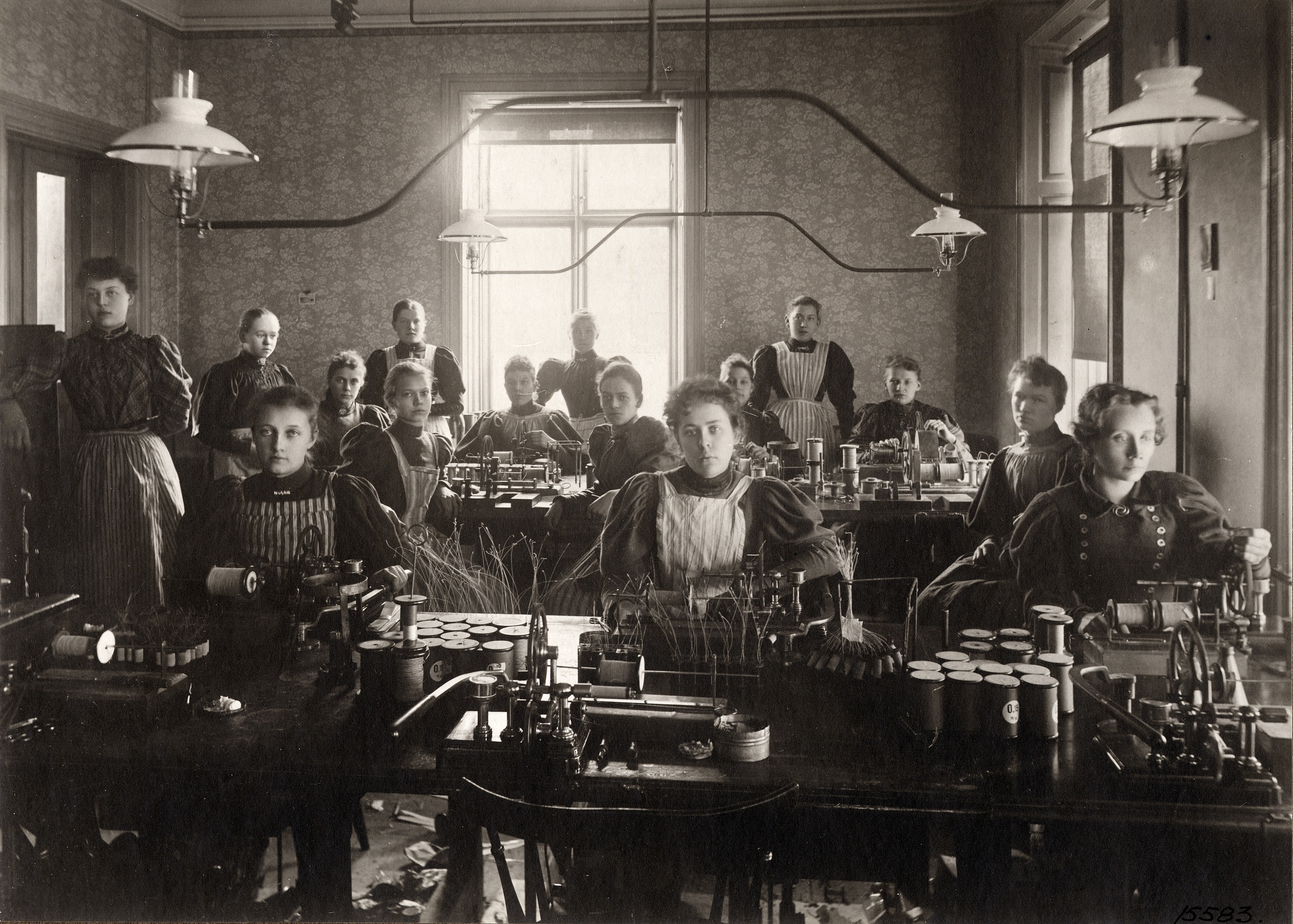
Kvinnlig personal arbetar med lindningen hos LM Ericsson på Tulegatan 5 år 1895.

Marknaden för telefoni växte explosionsartat och år 1887 blev Stockholm världens telefontätaste stad. Företaget Ericsson uppnådde stora framgångar och Lars Magnus gjorde affärs- och etableringsresor över hela världen. När maken var borta lades ansvaret för företaget över på Hilda och förutom att producera hundratals telefonrullar träffade hon dessutom kunder, skötte beställningar, förhandlade och övervakade ekonomin. Genom att skriva och skicka iväg detaljrika brev till Lars Magnus näst intill varje dag, hade makarna en avgörande korrespondens för att kunna driva företaget, även när han var fysiskt frånvarande. Hilda rapporterade om ekonomin och leveranser, samt diskuterade olika personer och företeelser. Exempelvis reste Lars Magnus till Paris för att delta i Världsutställningen år 1889 som var mycket viktig för företaget. Lars Magnus reste även till bland annat till USA, London och Wien, och det var under sådana långa resor som Hilda tog stort ansvar. Breven som skickades mellan makarna har fått stor betydelse för kunskapen om Ericssons tidiga utveckling, och inte minst för informationen om Hildas arbete som inte finns nedskrivet i några företagsdokument. I korrespondensen mellan makarna från 1881 visades det exempelvis att hon var direkt delaktig i en av företagets första stora affärer med Gävle Telefonförening.
Kring sekelskiftet 1900 expanderade LM Ericsson ytterligare och blev ett världsomspännande företag. Det var inte längre det lilla familjeföretaget som det en gång varit och i takt med att allt mer special- och högutbildad personal anställdes, minskades Hildas roll och hon drog sig så småningom ur verksamheten. Lars Magnus skickade ett uppsägningsbrev till företagets styrelse för att sedan avgå som verkställande direktör år 1901. Därefter började han att avveckla sitt innehav av aktier och sålde sin sista aktiepost år 1905. Därmed hade paret helt lämnat företaget.

### Alby- och Hågelby-tiden

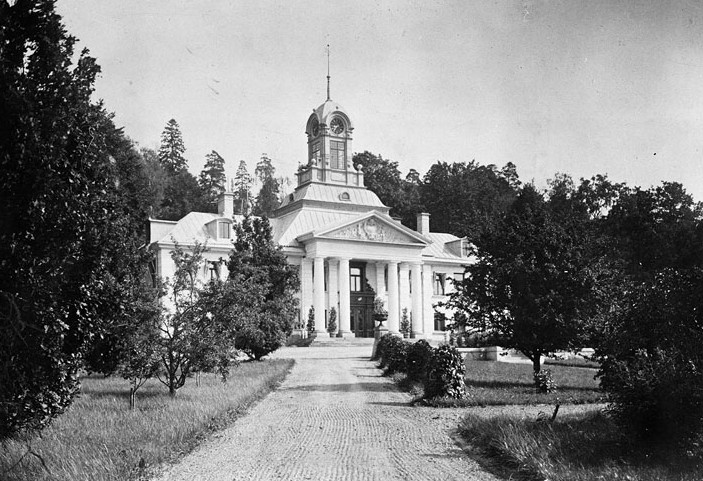
Alby gård 1900.

År 1895 köpte familjen Ericsson Alby gård som ligger i nuvarande Botkyrka kommun, för att sedan lämna centrala Stockholm och flytta dit år 1903. Lars Magnus började att ägna sig åt att rationalisera lantbruket, och bebyggelser som mönsterladugård, trädgårdshus och elektricitetsverk tillkom. Framför allt spenderade han sin tid vid sitt ritbord för att arbeta med och färdigställa gården Hågelby som förvärvades år 1906. Hilda och Lars Magnus flyttade till den nya gården i augusti 1916 efter omfattade byggnationer.
Tiden på gårdarna Alby och Hågelby förändrade Hildas livsstil och hon var ofta sysselsatt. Ett stort hushåll krävde mycket tid och Hilda tog hand om tjänstefolket och planlade deras arbete. Trädgård, djur och bär innebar också nya sysslor som syltning, stora bak och slakt. Familjen Ericsson anordnade dessutom flera middagar och hade ofta folk på besök. Hilda skötte inköp och reste in till staden på fredagarna, medan Lars Magnus var kvar på gården. Där ägnade hon också tid åt teater, opera och middagar.
På gårdarna tog Hilda ekonomisk ansvar. De nya byggnationerna blev kostsamma och mycket arbete gick åt till att säkerställa att de kunde finansieras. Ibland försvårades läget, exempelvis under första världskriget då flera tillgångar gick förlorade. Hilda presenterade den ekonomiska ställningen för Lars Magnus och hade kontakt med advokater och banker, samt skötte tjänstefolkets löner. När Lars Magnus gick bort den 17 december 1926 såg hon även till att arvet hanterades rätt. Därefter lämnade hon Hågelby successivt mellan åren 1927 och 1928. Hilda dog år 1941 och begravdes på Botkyrka kyrkogård bredvid Lars Magnus.